# Ignacy Abd Allah II
Ignacy Abd Allah II – duchowny monofizyckiego kościoła jakobickiego, w latach 1906–1915 roku syryjsko-prawosławny patriarcha Antiochii.